# Borodino (1901)
El Borodino (En rusó: Бородино) fue el líder de su clase de cinco acorazados pre-dreadnought  pertenecientes a la Armada Imperial Rusa, y el segundo de los buques de su clase en ser completado. Recibía su nombre en memoria de la Batalla de Borodino librada en 1812. El Borodino fue hundido en la batalla de Tsushima con únicamente un superviviente entre los 855 miembros de su tripulación.

## Descripción
El Borodino tenía una eslora de 118,67 m, una manga de 23,2 m y un calado de 8,9 m. Fue diseñado para desplazar 13 516 t; sin embargo, los cambios realizados durante su construcción derivaron en un sobrepeso, por lo cual finalmente desplazaba 14 317 t cuando estuvo terminado. Se diseñó para albergar una tripulación de 28 oficiales y 754 marinos, a pesar de que por lo general llevaba entre 826 y 846 tripulantes embarcados.
El buque estaba impulsado por dos máquinas de vapor de cuatro cilindros verticales de triple expansión, engranadas cada una a un eje que impulsaban  hélices de tres palas que usaban el vapor generado por 20 calderas Belleville. A diferencia de las otras unidades de su clase, las máquinas de vapor y las calderas fueron construidos en Rusia; las calderas de vapor proporcionaban a las máquinas una presión de 19 atmósferas estándar (1925 kPa; 279 psi ). Se estimaba que sus máquinas desarrollarían 16 300 cv  (12 200 kW) y estaban diseñados para alcanzar una velocidad máxima de 18 nudos (33 km/h; 21 mph); sin embargo, sólo rindieron 15 012 PHI (11 194 kW) en sus pruebas de mar realizadas el 23 de agosto de 1904, que le sirvieron para alcanzar una velocidad media de 16,2 nudos (30 km/h, 18,6 mph). A plena carga podía entibar 1372 t de carbón que le proporcionaba una autonomía de 2590 millas náuticas (4800 km, 2980 millas) a una velocidad de 10 nudos (19 km/h; 12 mph).
Su artillería principal consistía en cuatro cañones de 305 mm/40 que iban montados en dos torretas sobre la Línea de crujía una a proa y otra a popa de la superestructura y tenían una cadencia de fuego de aproximadamente una andanada cada 90 segundos, con un total de sesenta proyectiles por cañón. Los cañones de 152 mm/45 fueron montados en seis torretas dobles movidas con energía eléctrica instaladas en la cubierta superior; tenían una cadencia de fuego práctica de aproximadamente tres disparos por minuto y se les proporcionó 180 disparos por cañón. Cuatro de los veinte cañones de 75 mm, instalados para su uso contra torpederos fueron montados en casamatas justo debajo de la torreta principal hacia adelante, dos a cada lado. Estos cañones se colocaron muy por encima de la línea de flotación para su uso en cualquier tipo de clima, a diferencia de los dieciséis cañones restantes, que fueron montados en casamatas en una cubierta inferior y distribuidos en toda la longitud de la nave, cerca del agua. La falta de adaptación de los cañones de la cubierta inferior se demostró gráficamente cuando el  buque gemelo Imperator Aleksander III hizo un giro a alta velocidad durante sus ensayos, con escora de 15 °, y comenzó a embarcar agua a través de las casamatas inferiores; cada cañón tenía 300 proyectiles disponibles. El buque también contaba con veinte cañones Hotchkiss de tiro rápido de 47 mm para su defensa contra torpederos al lado hacia adelante. 
El blindaje del buque a lo largo de la línea de flotación consistía en un blindaje Krupp de entre 145 a 194 mm de espesor. En las torretas tenía un espesor máximo 254 mm y en la cubierta oscilaba entre los 25 a 51 mm de espesor. El blindaje de 38 mm de la cubierta inferior se curvaba hacia abajo a su doble fondo y formaba un mamparo antitorpedo.

## Servicio

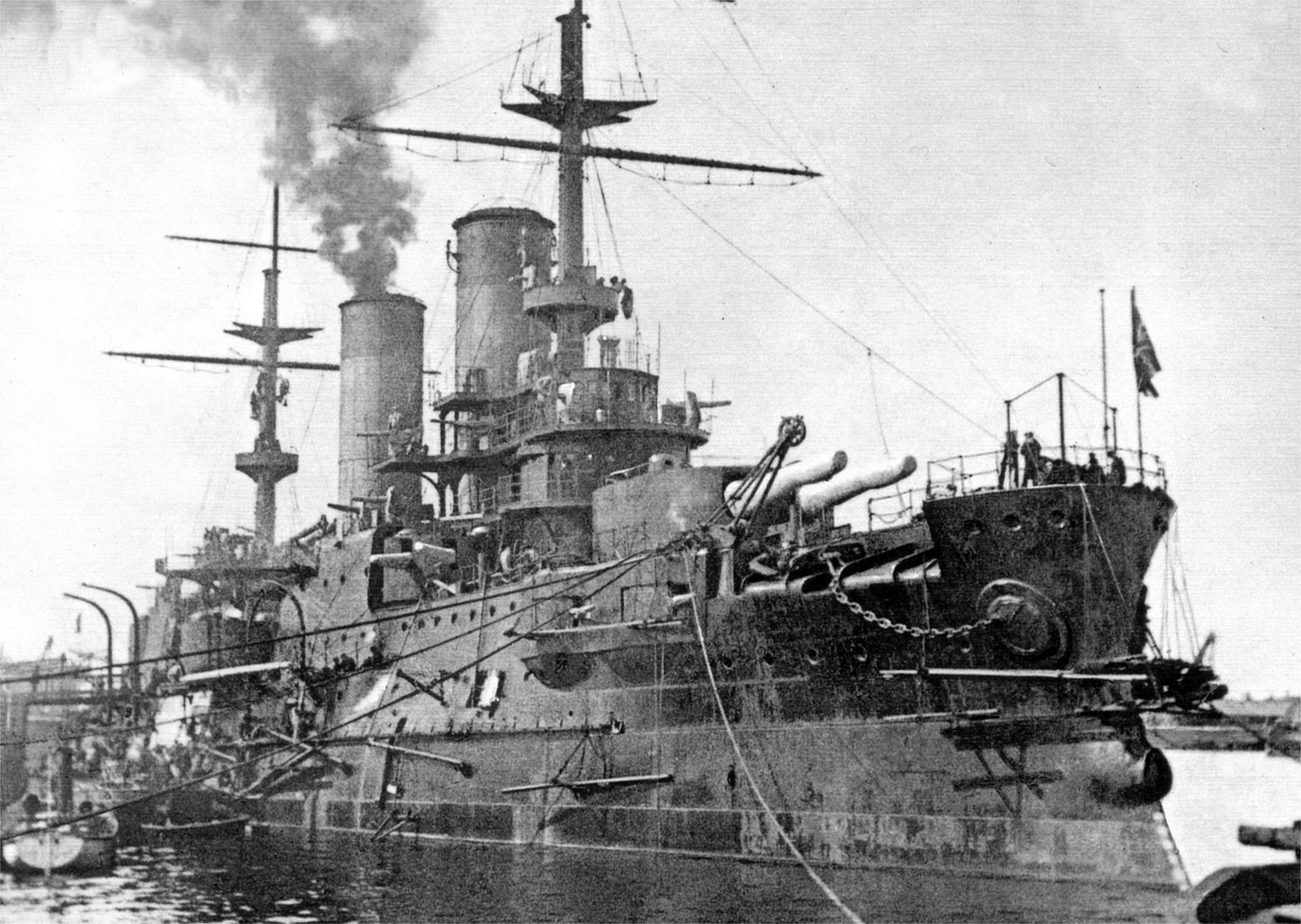
El Borodino en Kronstadt (1904)

El Borodino navegó como parte de la flota rusa del Báltico en octubre de 1904, hasta el Pacífico. Mientras se encontraba en ruta, fue redesignada como Segunda Escuadra del Pacífico. Formó parte de la línea de batalla del almirante Zinovy Rozhestvensky en la Batalla de Tsushima del 27 de mayo de 1905. El Borodino fue impactado en una de sus baterías secundarias de 152 mm por un proyectil de 305 mm proveniente del acorazado japonés Fuji, que provocaron la catastrófica detonación de una de sus torretas. El Borodino explotó, volcó, y se hundió rápidamente, dejando un único superviviente en su tripulación.

## Biografía
- Antony Preston, World's Worst Warships (2002) Conway's Maritime Press
- Tomitch, V. M., Warships of the Imperial Russian Navy (1968) Volumen 1, Battleships
- Corbett, Julian. Maritime Operations in the Russo-Japanese War 1904-1905. Originalmente clasificado como secreto/confidencial hasta la década de 1950, publicado en 1994 en dos vol. ISBN 1-55750-129-7
- McLaughlin, Stephen (2003). Russian & Soviet Battleships. Annapolis, Maryland: Naval Institute Press. ISBN 1-55750-481-4
- Pleshakov, Constantine. The Tsar's Last Armada: The Epic Voyage to the Battle of Tsushima. (2002) ISBN 0-465-05792-6
- Preston, Antony World's Worst Warships (2002) Conway's Maritime Press
- Semenov, Vladimir, Capt. The Battle of Tsushima. E.P. Dutton & Co. (1912)
- Silverstone, Paul H. (1984). Directory of the World's Capital Ships. New York: Hippocrene Books. ISBN 0-88254-979-0